# Riccia crozalsii
Riccia crozalsii là một loài rêu trong họ Ricciaceae. Loài này được Levier mô tả khoa học đầu tiên năm 1902.